# Wildeshausen
Wildeshausen (wym. MAF: [vɪldəsˈhaʊ̯zn̩], posłuchajⓘ) – miasto powiatowe w Niemczech, w kraju związkowym Dolna Saksonia, siedziba powiatu Oldenburg. W 2008 r. miasto liczyło 18 776 mieszkańców.

## Miasta partnerskie
- Évron, Francja
- Hertford, Wielka Brytania